# Glühwächter

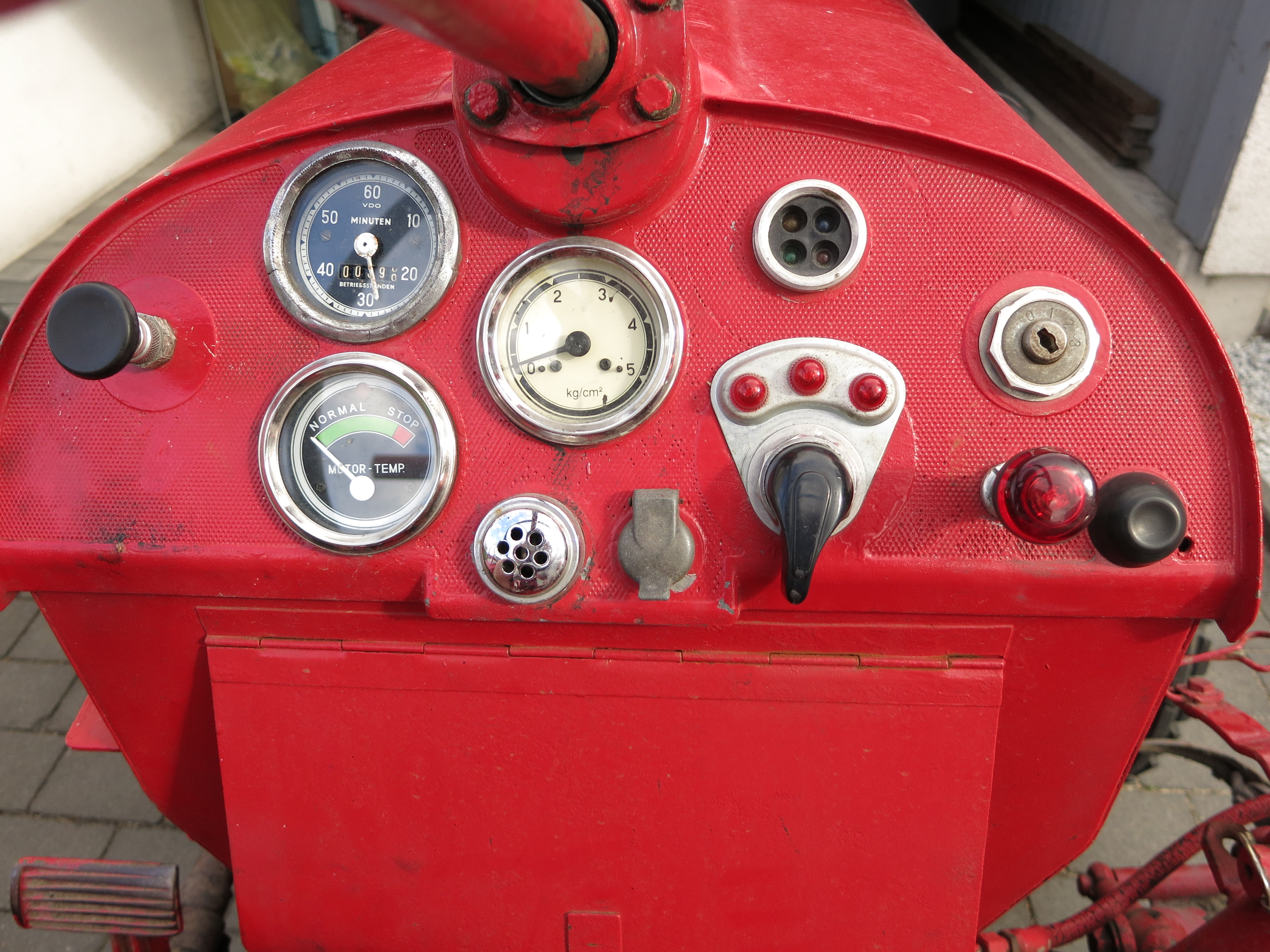
Knopf zum Vorglühen des Motors ganz links. Unterhalb des Öldruckmessers (Rundinstrument in der Mitte) der Glühwächter (Draht geschützt durch Lochblech).

Der Glühwächter (auch Glühüberwacher) ist eine technische Einrichtung für den Startvorgang eines Dieselfahrzeugs.
Seit den frühen Jahren der Dieseltechnik war es erforderlich, einen Dieselmotor vorzuglühen. In den 1950er- bis 1980er-Jahren überwachte der Vorglühwächter (Glühwacher) diesen Vorgang. Bei dieser Konstruktion handelte es sich um einen Draht, durch den Strom floss. Sobald die Vorglühtemperatur von 1000 °C erreicht wurde, leuchtete der Draht dunkelrot und signalisierte dem Fahrer, dass er nun den Startvorgang einleiten konnte. Bei modernen Dieselfahrzeugen informiert eine Kontrollleuchte über den Zustand des Vorglühens. Sobald die Kontrollleuchte erlischt, kann der Dieselmotor gestartet werden.